# Transformador de distribución
Un transformador de distribución es un transformador que suministra la última etapa de transformación en la red de distribución de energía eléctrica, al reducir la tensión usada en los circuitos de distribución al nivel de tensión usado por el cliente. La invención de un transformador eficiente y práctico hizo posible la distribución de energía de corriente alterna.
Los transformadores de distribución se clasifican según la ubicación donde sean instalados. Por ejemplo, si se instalan en poste, se denominan transformador de poste. Por otro lado, si los circuitos de distribución son subterráneos, los transformadores de distribución se instalan en pedestales de concreto y encerrados en una carcasa de acero, estos se conocen como transformador de pedestal.
Los transformadores de distribución normalmente tienen capacidad de hasta 200 kVA, aunque algunas normas de ciertos países permiten definir unidades de hasta 5000 kVA como transformadores de distribución. Debido a que los transformadores de distribución deben estar energizados las 24 horas del día (inclusive cuando no se encuentre ninguna carga conectado a este), es importante reducir las pérdidas del núcleo en la etapa de diseño. Como normalmente no operan con la capacidad de carga nominal, se diseñan para tener la máxima eficiencia ante cargas bajas. Para tener una mejor eficiencia, la regulación de voltaje en estos transformadores debe mantenerse al mínimo. Adicionalmente, estos equipos están diseñados para tener baja reactancia de fuga.

## Clasificación
Los transformadores de distribución se clasifican en diferentes categorías dependiendo de diversos factores como:
- Ubicación de montaje: poste, pedestal, cámara subterránea.
- Tipo de aislamiento: inmerso en líquido, o tipo seco.
- Número de fases: monofásico o trifásico.
- Nivel de tensión
- Nivel de aislamiento básico (BIL).